# Uncle Tom's Cabin (film 1910 O'Neil)
Uncle Tom's Cabin è un cortometraggio del 1910 diretto da Barry O'Neil e prodotto dalla Thanhouser Film Corporation.
È una delle prime versioni cinematografiche del romanzo La capanna dello zio Tom (1852), opera della scrittrice statunitense Harriet Beecher Stowe. 

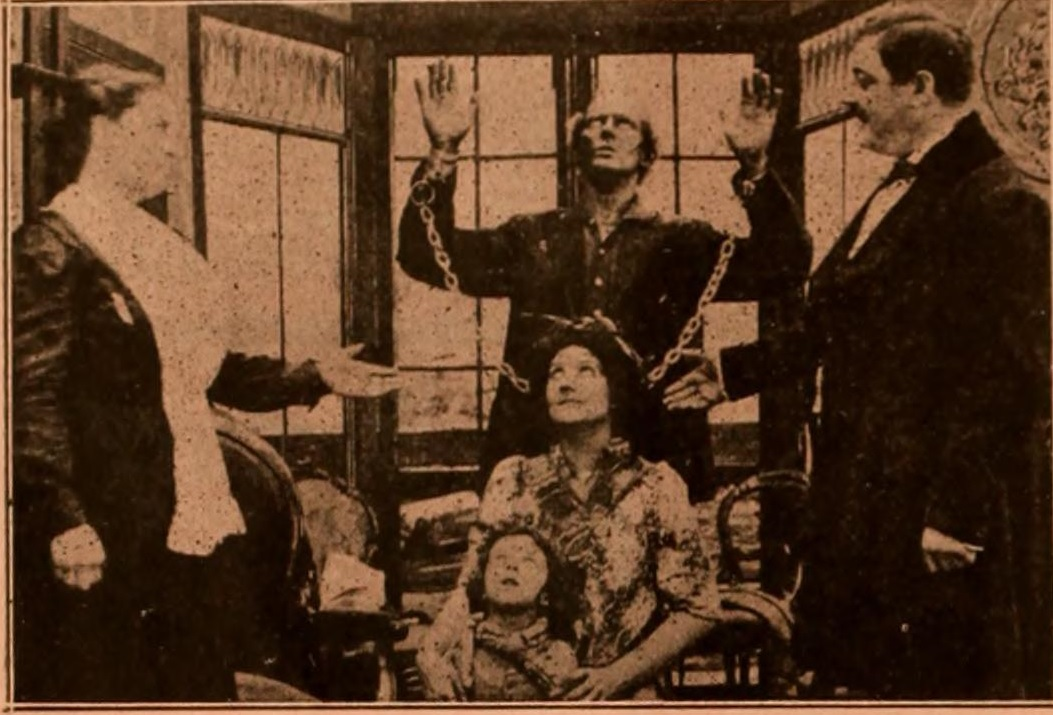
Un'altra immagine tratta dal film

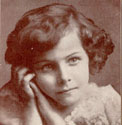
Marie Eline (la piccola Eva)

La storia, ambientata nel Sud degli Stati Uniti al tempo della schiavitù, in precedenza era stata portata sullo schermo già altre tre volte, le prime due nel 1903 e poi nel 1909. Nel 1910 uscì anche un Uncle Tom's Cabin della Vitagraph, un film firmato da James Stuart Blackton in tre rulli che venne distribuito nelle sale in tre episodi distinti.
Il film della Thanhouser è perduto anche se di esso restano alcune foto di scena. Come in tutte le versioni prodotte al tempo in teatro e nel cinema muto fino al 1914, i principali personaggi afroamericani erano interpretati da attori in blackface, a cominciare dal protagonista Frank H. Crane. Nel ruolo della piccola Eva è Marie Eline, una delle più celebri attrici bambine del periodo, la quale riprenderà la parte anche in una successiva versione del 1914.
Le recensioni dell'epoca mostrano qualche significativa variazione nella trama, con un ruolo maggiore dato sin dall'inizio al personaggio di "Simon Legree" e un "Uncle Tom" più direttamente coinvolto nella fuga di "Eliza".

## Trama
La famiglia Shelby è in gravi problemi economici. Gli Shelby sono dunque costretti a vendere Tom, un uomo fedele e buono, e il piccolo Harry, di soli 5 anni, a uno spietato mercante di schiavi. Eliza, madre di Harry, scappa con il piccolo. Si ricongiungerà a suo marito George e si rifugeranno tutti in Canada. Tom, invece, si consegna al mercante di schiavi. Conoscerà un padrone generoso con una figlia, la piccola Eva, che considererà Tom come un secondo padre. Il padrone e la figlia muoiono, e Tom è costretto ad avere un nuovo padrone. Questa volta cadrà nelle mani di un uomo spietato, Simon Legree, che lo farà frustare a morte per essersi rifiutato di punire un'altra schiava.

## Produzione
Il film fu prodotto dalla Thanhouser Film Corporation.

## Distribuzione
Distribuito dalla Thanhouser Film Corporation, il film - un cortometraggio in una bobina - uscì nelle sale statunitensi il 26 luglio 1910.